# Johann Wirtz (Politiker)
Johann Wirtz (* 18. Juli 1913 in Herzfeld; † 20. Mai 2003 ebenda) war ein deutscher Landwirt und Politiker (CDU).

## Leben
Wirtz besuchte 1919–1927 die Volksschule Leidenborn und 1931–1932 die Landwirtschaftsschule Arzfeld. Danach war er in der Landwirtschaft als selbstständiger Landwirt tätig. 1936 wurde er Soldat und leistete 1939–1943 Kriegsdienst.
1945 war Wirtz Mitbegründer der CDU im Kreis Prüm. 1946 bis 1970 war er Mitglied der Amtsvertretung Daleiden bzw. des Verbandsgemeinderats Arzfeld und Zweiter Amtsbeigeordneter. Von 1954 bis 1994 war er Bürgermeister der Gemeinde Herzfeld und 1956–1989 Mitglied im Rat der Ortsgemeinde Herzfeld. 1970–1979 war er Erster Beigeordneter der Verbandsgemeinde Arzfeld.
Von 1946 bis 1948 gehörte er der Kreisversammlung Prüm an und war 1948–1952 sowie 1956–1970 Mitglied des Kreistags Prüm und 1952–1964 Mitglied des Kreisausschusses Prüm, bevor er 1961–1970 Erster Kreisdeputierter in Prüm war. Nach der Gebietsreform war er 1970–1971 und 1974–1979 Mitglied des Kreistags Bitburg-Prüm und 1970–1979 Mitglied des Kreisausschusses Bitburg-Prüm.
1959 wurde er in den vierten Landtag Rheinland-Pfalz gewählt, dem er drei Wahlperioden lang bis 1971 angehörte. Im Landtag war er Mitglied im Agrarpolitischen Ausschuss, Grenzlandausschuss und Weinbauausschuss. 1964 war er Mitglied der 4. Bundesversammlung, 1979 Mitglied der 7. Bundesversammlung.
Daneben war er 1948–1980 Mitglied der Landwirtschaftskammer Rheinland-Nassau, 1954–1996 Mitglied im Jagdvorstand der Jagdgenossenschaft Herzfeld, im Forstbeirat, im Vorstand des Kreisbauernverbands, 1965–1977 Mitglied der Regionalvertretung der Planungsgemeinschaft Westeifel, 1972–1989 Mitglied der Verbandsversammlung des Zweckverbands Erholungsgebiet Irsental, 1979–1998 Mitglied des Verwaltungsrats der Sparkasse Bitburg-Prüm, 1948–1988 Vorsitzender des Ortsbauernverbands Leidenborn und Mitbegründer und Vorstandsvorsitzender der Milch-Union Hocheifel.

## Ehrungen
- Freiherr-vom-Stein-Plakette (1964)
- Bundesverdienstkreuz Erster Klasse (1970)
- silberne Ehrenmünze der Landwirtschaftskammer (1973)
- 1979 Ökonomierat